# 八木幹夫
八木 幹夫（やぎ みきお、1947年1月14日 - ）は、神奈川県相模原市出身の詩人。『歴程』同人。

## 経歴
神奈川県相模原市出身。相模原市立旭小学校、相模原市立旭中学校を経て、1965年に神奈川県立厚木高等学校を卒業。厚木高校時代には詩や小説を読み耽り、朝日新聞に短歌を投稿していた。
1969年に明治学院大学文学部英文科卒。大学在学中には新倉俊一のもとで英米詩を学び、山根謹爾に短歌を学んだ。新倉や入沢康夫から西洋詩への刺激を受けて詩を書き始めた。山口佳己にも学び、西脇順三郎の詩を読み始めた。仏文科の下村康臣と出会い、以後生涯の友となった。
相模原市内の公立中学校7校で36年間英語教師を務め、在職中にはバスケットボール部顧問として30年以上活動した。退職後には愛知淑徳大学大学院で非常勤講師を務めた。1983年に第一詩集『さがみがわ』を契機に中上哲夫と出会い、以後辻征夫、井川博年、有働薫らと小沢信男を中心とする余白句会に参加。
1995年の『野菜畑のソクラテス』で現代詩花椿賞、芸術選奨文部大臣新人賞受賞。
2009年に日本現代詩人会理事長に就任した。父の死後には10年間作品を公表せず。
西脇順三郎の研究者でもあり、西脇へのオマージュの意を込めた詩集を編纂上梓したこともある。『野菜畑のソクラテス』中の作品は、作曲家の堀内貴晃によってCD化され、また作曲家の田中賢によってもCD化されている。遠藤敦司主催の群馬の朗読グループ「ぐんま朗読塾発表会」によって、詩集が朗読されてCD化されている。池袋のミッドナイト・プレスにて年4回の山羊塾の講師をしているほか、『山羊散歩』を掲載している。
2018年10月より新川和江の後を引き継いで産経新聞『朝の詩』の2代目選者を務めている。

## 著書
- 『さがみがわ　詩集』私家版、1983
- 『少年時代の耳』ワニ・プロ 1988
- 『身体詩抄』スタジオ・ムーヴ 1991
- 『秋の雨の日の一方的な会話 詩集』ミッドナイト・プレス 1992
- 『野菜畑のソクラテス 八木幹夫詩集』ふらんす堂 1995
- 『めにはさやかに』書肆山田 1998
- 『夏空、そこへ着くまで』思潮社 2002
- 『八木幹夫詩集』(現代詩文庫）思潮社 2005
- 『夜が来るので 詩集』砂子屋書房 2008
- 『青き返信 歌集』砂子屋書房 2013
- 『川・海・魚等に関する個人的な省察 八木幹夫詩集』砂子屋書房 2015

### 評論
- 講演録『余白の時間―辻征夫さんの思い出』（シマウマ書房）2012
- 『渡し場にしゃがむ女 詩人西脇順三郎の魅力』ミッドナイト・プレス 2014

### 翻訳
- 『日本語で読むお経 仏典詩抄』訳 松柏社 2005

## 所属
- 日本現代詩人会会員
- 歴程同人
- 余白句会会員
- ほっとジーン読書会主催

## 受賞歴
- 1995年 第13回現代詩花椿賞 : 『野菜畑のソクラテス』
- 1995年 第46回芸術選奨文部大臣新人賞 : 『野菜畑のソクラテス』
- 2008年 現代ポイエーシス賞 : 『夜が来るので』